# Fi
Fi eller phi (grekiska φι fi) (versal: Φ, gemen: φ) är den 21:a bokstaven i det grekiska alfabetet. Dess ursprungliga ljudvärde i klassisk grekiska var ett aspirerat p-ljud [pʰ] men i modern grekiska representerar det [f]. Den motsvarar Ф, ф i det kyrilliska alfabetet.
I det joniska talbeteckningssystemet hade fi värdet 500.
Inom trefassystem betecknar {\displaystyle \varphi } fasskillnaden mellan ström och spänning.

## Unicode
|   | decimalt | hexadecimalt | HTML  |
| - | -------- | ------------ | ----- |
| φ | 966      | 3C6          | &phi; |
| Φ | 934      | 3A6          | &Phi; |